# 中国常驻联合国粮农机构代表处
中华人民共和国常驻联合国粮农机构代表处（英語：Permanent Representation of the People's Republic of China to the United Nations Agencies for Food and Agriculture），简称中国常驻联合国粮农机构代表处，位于意大利罗马，是中华人民共和国政府常驻联合国粮食及农业组织、世界粮食计划署和国际农业发展基金等联合国粮农机构的外交代表机构，隶属于中华人民共和国农业农村部。

## 历史沿革
1973年4月，联合国粮食及农业组织恢复中华人民共和国的席位。同年9月，中华人民共和国政府成立常驻联合国粮农组织代表处，并派遣常驻代表。后来又先后与世界粮食计划署和国际农业发展基金相继建立联系，并更名为常驻联合国粮农机构代表处。